# Anonima aldilà
Anonima aldilà è un romanzo di fantascienza del 1958 scritto da Robert Sheckley, pubblicato per la prima volta negli Stati Uniti nel 1958 con il titolo originale Immortality Delivered e ristampato l'anno successivo con il titolo definitivo Immortality, Inc.
L'edizione a puntate, pubblicata col titolo Time Killer sulla rivista Galaxy Science Fiction, ottenne nel 1959 una candidatura al premio Hugo nella categoria miglior romanzo.
La storia ha fornito l'ispirazione per il film Freejack - In fuga nel futuro (Freejack) del 1992.

## Trama
Nell'opera viene descritto un processo immaginario per mezzo del quale una coscienza umana può essere trasferita in un corpo affetto da morte cerebrale.

## Edizioni
L'edizione in lingua italiana è stata pubblicata a fine anni cinquanta dalla casa editrice Editrice Due Mondi, nella collana Galaxy.
La Arnoldo Mondadori Editore ha ristampato in differenti edizioni il romanzo, sia nelle antologie Omnibus (1965) che I Massimi della Fantascienza (1985), che nella collana Classici Urania e I libri di Urania, nel 1993.
- Robert Sheckley, Time Killer, Galaxy Magazine, 1958 - 1959.
- Robert Sheckley, Immortality Delivered, Avalon SF Books, 1958.
- Robert Sheckley, Immortality, Inc., Bantam Books, 1959.
- Robert Sheckley, Ammazzare il tempo, edizione in 4 puntate, collana Galaxy (anno I n.7; anno II n.1,2,3), Editrice Due Mondi, 1958 -  1959.
- Robert Sheckley, Anonima aldilà, traduzione di Ginetta Pignolo, collana Omnibus, Arnoldo Mondadori Editore, 1965.
- Robert Sheckley, Anonima aldilà, traduzione di Ginetta Pignolo, collana I Massimi della Fantascienza n.7, Arnoldo Mondadori Editore, 1985.
- Robert Sheckley, Anonima aldilà, traduzione di Ginetta Pignolo, collana Urania Classici n.190, Arnoldo Mondadori Editore, 1993.
- Robert Sheckley, Anonima aldilà, traduzione di Ginetta Pignolo, collana I libri di Urania n.8, Arnoldo Mondadori Editore, 1993.